# Palais Landauer

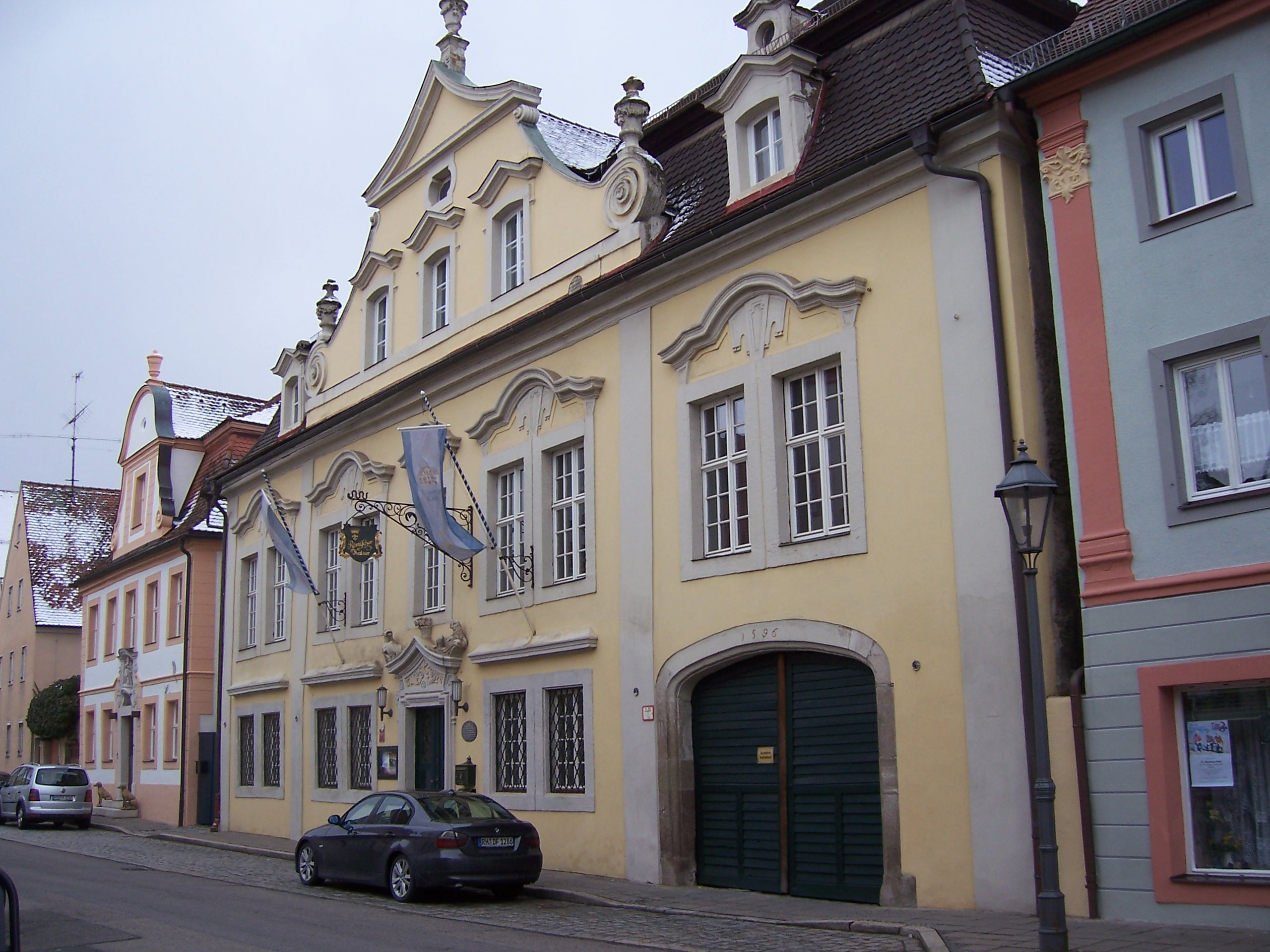
Palais Landauer (Hotel Römischer Kaiser) in Ellingen

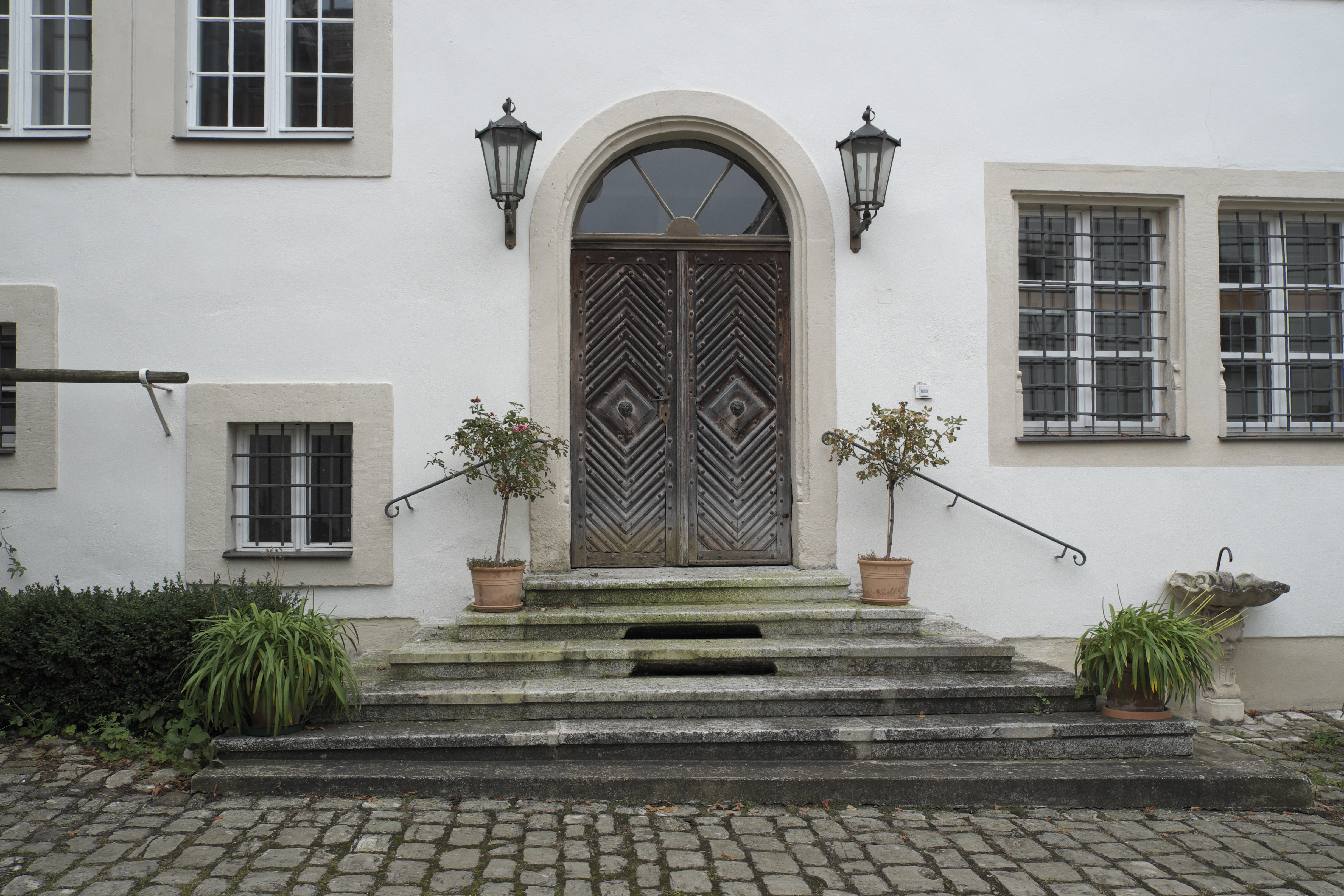
Eingang an der Nordseite

Das Palais Landauer in Ellingen, einer Stadt im mittelfränkischen Landkreis Weißenburg-Gunzenhausen (Bayern), geht auf ein Gebäude aus dem 16. Jahrhundert zurück. Das Palais an der Weißenburger Straße 17 ist ein geschütztes Baudenkmal und seit 1776 als Gasthaus Römischer Kaiser bekannt.

## Geschichte
Das Gebäude wurde 1536 erstmals als Stadtpalais urkundlich erwähnt. Es diente den Mitgliedern des Deutschen Ordens, der in Ellingen eine Landkomturei besaß. Die ursprüngliche Renaissance-Ausstattung entstand unter dem Eigentümer Dr. Johann Jakob Herold um 1595. Während des Dreißigjährigen Krieges wurde das Haus 1632 verwüstet. 1741 kaufte der jüdische Hoffaktor Samuel Landauer das Palais und ließ es im Stil des Barock umbauen. Es wurde unter anderem der Barocksaal im ersten Stock geschaffen, der der jüdischen Gemeinde in Ellingen als Betsaal diente, bis sie ein eigenes Synagogengebäude im Jahr 1757 im rückwärtigen Teil des Grundstücks errichten konnte. Das Dehio-Handbuch mutmaßt, dass die Fassade von Matthias Binder stammen könnte.
Im Jahr 1776 kaufte ein Gastwirt das Palais, der das Gasthaus unter dem Namen Römischer Kaiser führte. Die Autorin Sophie Hoechstetter ließ ihre Novelle Die Schenkin in diesem Haus spielen.
Im Jahr 2001 kaufte die Familie von Kerssenbrock das Gebäude und rettete es vor dem Verfall. Das Haus wurde umfassend und mit großer Sorgfalt im Detail restauriert. Es ist heute ein Hotel.

## Architektur
Der zweigeschossige Mansarddachbau mit Zwerchhaus besitzt eine Lisenengliederung und eine profilierte Fensterverdachung. Der reiche Fassadendekor zeigt sich vor allem am Schmuck über den straßenseitigen Fenstern. Der Barocksaal im ersten Stock ist mit Deckenfresken verziert, in denen Szenen aus dem Alten Testament dargestellt sind.

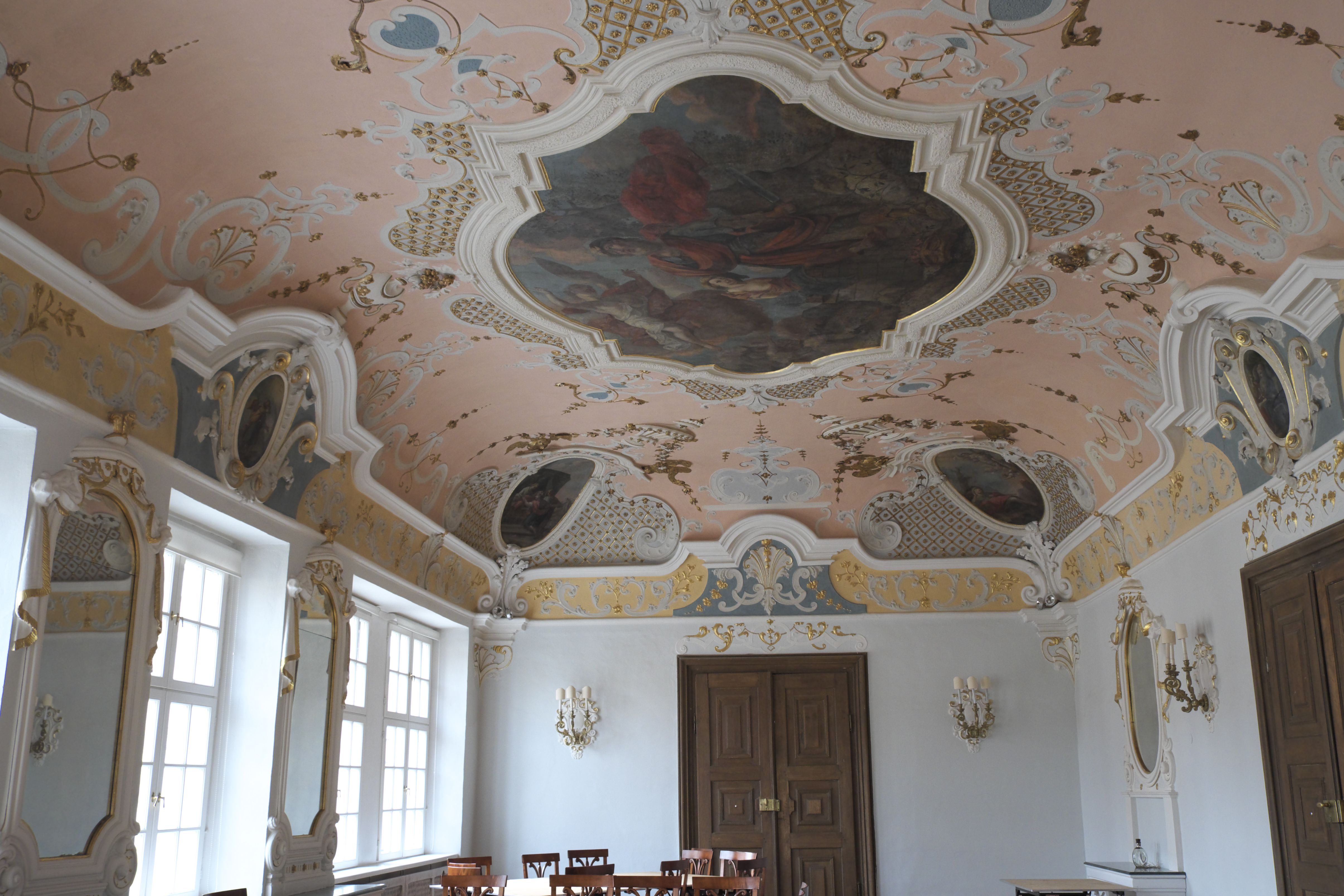
Opferung Isaaks
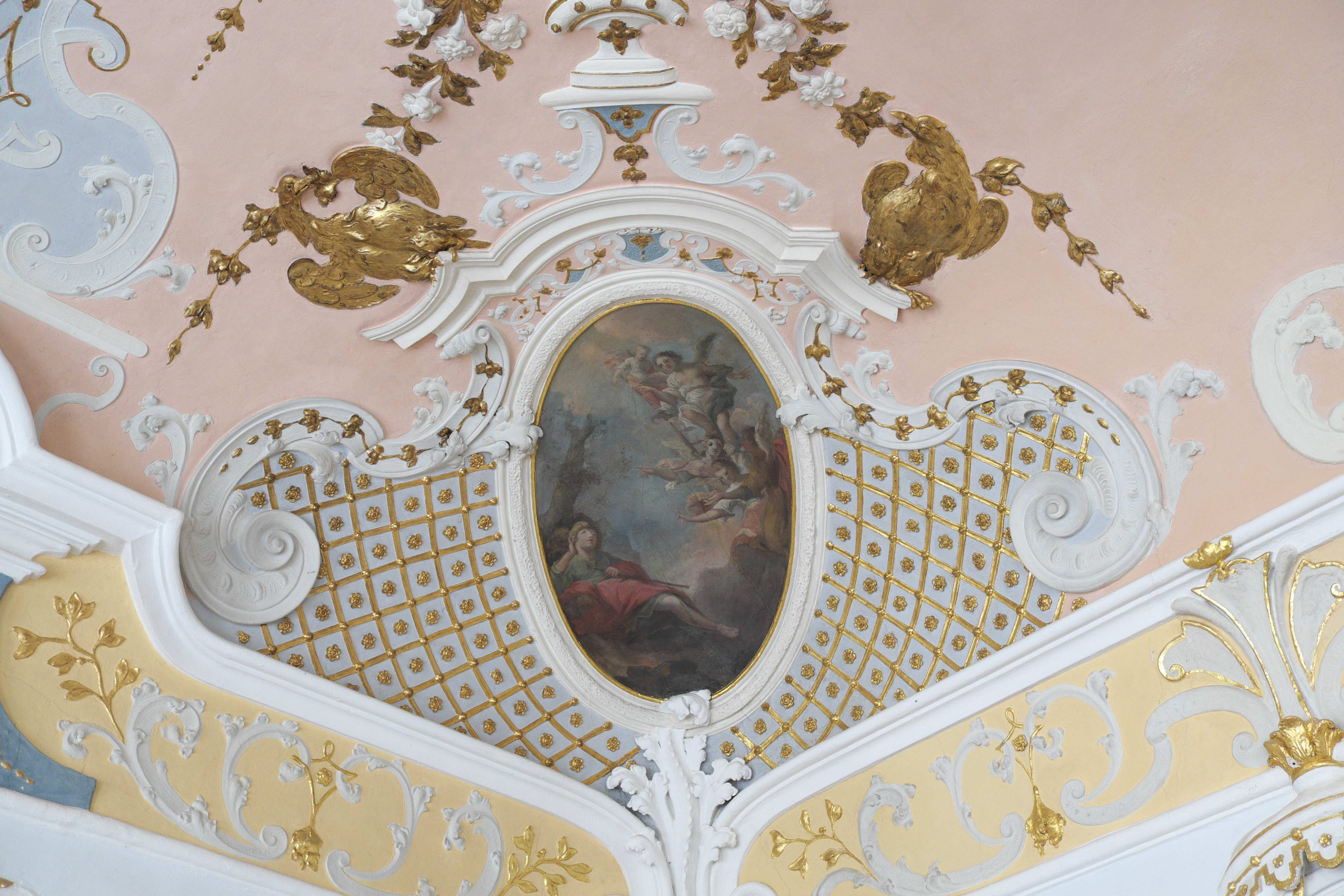
Jakob sieht im Traum die Himmelsleiter
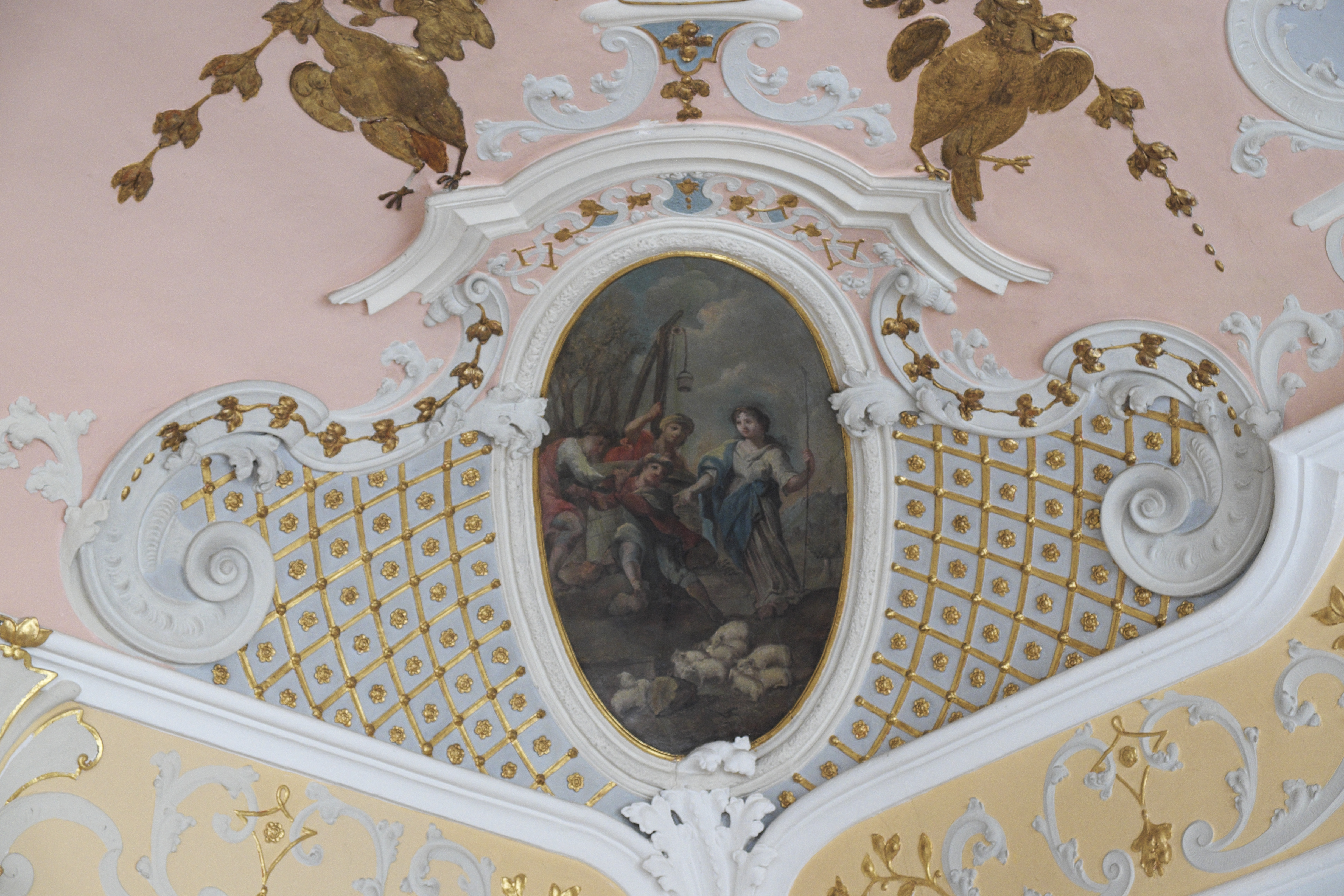
Josef wird von seinen Brüdern in einen Brunnen geworfen
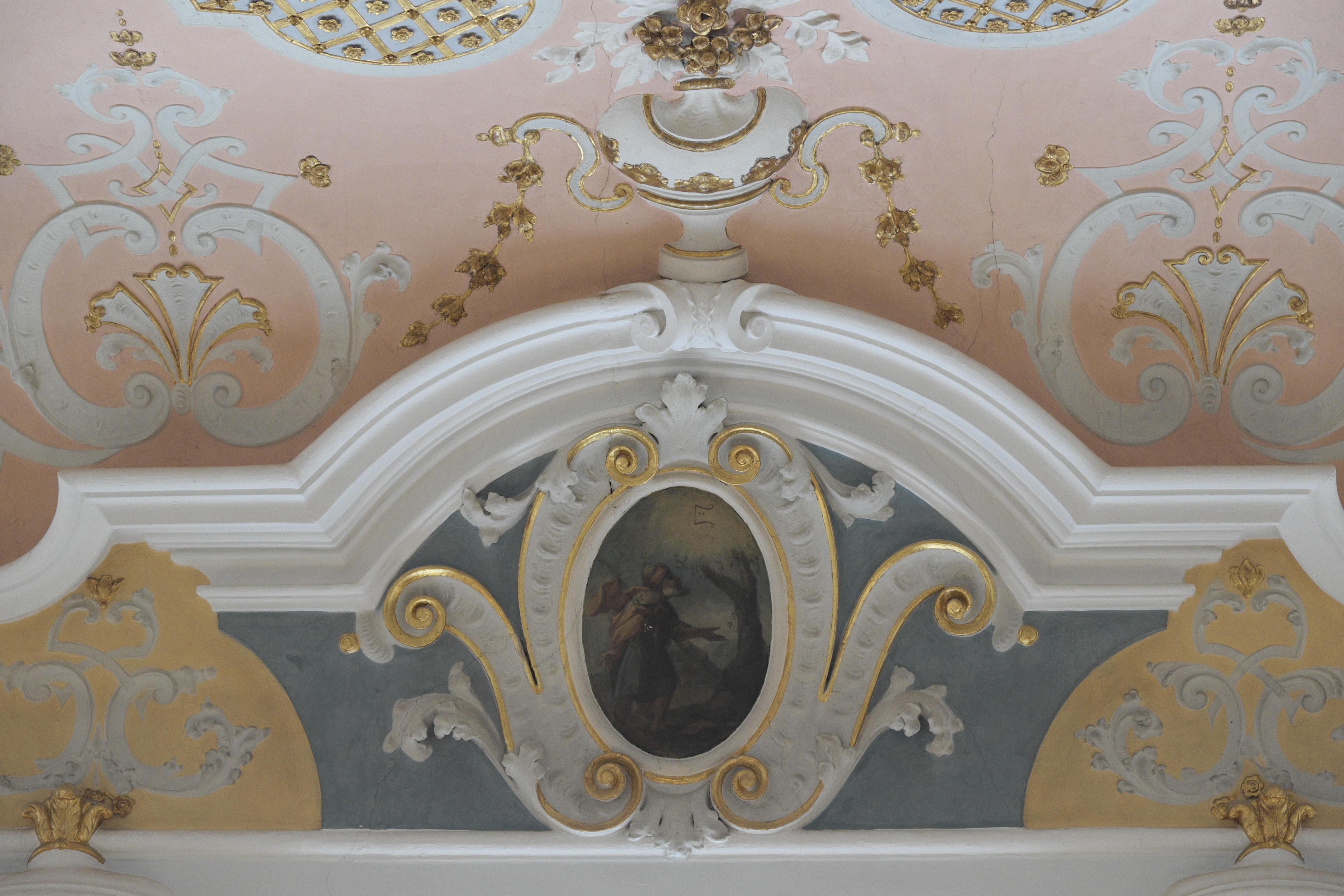
Moses und der brennende Dornbusch